# Radio Rahim
«Radio Rahim» es el título de una canción del grupo vasco Negu Gorriak, además de su primer sencillo. La canción fue lanzada en vinilo en 1990. El disco no tenía cara B, tan sólo estaba grabada la cara A con el tema «Radio Rahim». Junto al sencillo se lanzó un vídeo dirigido por Manolo Gil y Enrique Urdanoz.

## Significado de la canción
La canción está escrita por Fermin Muguruza y producida por Negu gorriak. Es una de las canciones del primer LP de Negu Gorriak en las que la fusión rock-rap resulta más evidente. El rap en general y Public Enemy en particular fueron todo un descubrimiento tanto para los hermanos Fermin e Iñigo Muguruza como para Kaki Arkarazo, que se sintieron muy influenciados tanto por la música como por el contenido político antisistema intrínseco al rap.
La letra de la canción está inspirada en la película Haz lo que debas (Do the right thing, 1989) del cineasta estadounidense Spike Lee. En esta película, aparece un personaje llamado «Radio Raheem» (interpretado por el actor Bill Nunn). Raheem es un gigantón de más de dos metros de estatura que se pasea con un radiocasete en el que está constantemente sonando el tema «Fight the power» («Combate el poder», en castellano) del grupo Public Enemy. El personaje termina muriendo asesinado por la policía, desencadenando un violento episodio de violencia racial.
La canción está llena de referencias a la película y al rap (En el radio-cassette / gigante la única cinta / grita contra la represión / cuando los policías / matan a Radio Rahim [...] Y en las paredes abarasadas / de la pizzería / aparecerán las fotos / de Martin y Malcolm [...] un-dos, un-dos, / ese es el movimiento / que a mí me gusta / Si has visto / a Rosie Pérez / cuando baila rap / no te extrañará / saber que dejó K.O. / a Mike Tyson...). La película termina con dos citas, una de Martin Luther King (a favor de la paz racial) y otra de Malcolm X (a favor de la violencia como método de autodefensa), de ahí al referencia del amor/odio en la letra de la canción (Tenía visto / amor y odio / tatuado en los nudillos...).

## El vídeo
El vídeo se lanzó en 1990. Fue dirigido por Manolo Gil (colaborador habitual de la banda, ha realizado todos los vídeos del grupo y ha diseñado algunas portadas para sus discos) y Enrique Urdanoz.
En el vídeo, como en toda la carrera de Negu Gorriak, aparecen mezclados muchos elementos de la iconografía propia del rap (grafitis, bailarines de hip-hop...) y de la cultura vasca (juegos populares como la pelota vasca, escenas en el campo o en la taberna...). Haciendo una nueva referencia a Haz lo que debas, aparece un personaje que recuerda a Radio Raheem: un hombre muy alto y con un radiocasete, portando una camiseta de Negu Gorriak.
En el vídeo sólo aparecen Fermin, Iñigo y Kaki, ya que por entonces Mikel «Anestesia» y Mikel «Bap!!» todavía no se habían incorporado al grupo. Hacia el final del vídeo aparece el grupo (con el personaje que recuerda a Radio Raheem) cantando frente a una furgoneta ardiendo y después con un megáfono iniciando una manifestación. Estas imágenes ilustrarían la portada, la contraportada y el encarte de Gure Jarrera, el segundo disco del grupo.